# Carl Halling
Carl Gustaf Wilhelm Walter Halling, född 24 november 1895 i Brooklyn, New York i USA, död 2 februari 1938 i Spånga, var en svensk regissör och fotograf.
Halling anställdes 1912 vid Svenska Bio som assistent till Mauritz Stiller. Tillsammans med Ragnar Westfelt grundade han Camex-Film som de drev några år i början av 1930-talet. Carl Halling är begravd på Norra begravningsplatsen utanför Stockholm.

## Regi
- 1932 – Havets glittrande miljoner

## Filmfoto i urval
- 1924 – Bland landsmän i Amerika
- 1928 – Ådalens poesi
- 1929 – Rågens rike
- 1931 – Flickan från Värmland
- 1932 – Två hjärtan och en skuta
- 1936 – Rendezvous im Paradies